# Halysidota caripator
Halysidota caripator là một loài bướm đêm thuộc phân họ Arctiinae, họ Erebidae.